# Nekrasovka
Il quartiere Nekrasovka (in russo Район Некрасовка?) è un quartiere di Mosca sito nel Distretto Sud-orientale. Sito al di fuori dell'MKAD, è un'exclave del comune di Mosca all'interno dell'Oblast' di Mosca.
Nel 1910 il governo cittadino di Mosca creò una commissione di ingegneri esperti per la bonifica e la canalizzazione dell'area. Il risultato del lavoro della commissione fu l'acquisto di 1786,85 ettari di terreno dal commerciante Nekrasov (che darà il nome al villaggio operaio che vi si insedierà) per realizzare un'ampia tenuta di terreni bonificati e irrigati, la Ljubereckij. Negli anni successivi la tenuta viene ulteriormente espansa e il 20 giugno 1915 la duma cittadina dispone lo stanziamento dei fondi per la realizzazione di un quartiere suburbano tecnico e commerciale.
Il quartiere entra a far parte di Mosca nel 1965. I terreni della tenuta vengono ufficialmente aggregati al quartiere il 28 settembre 2011.
Negli anni 2010, il quartiere vede triplicare la sua popolazione, passando dai 19.000 abitanti del 2010 agli oltre 63.000 del 2018.